# Resurrecturis
Resurrecturis – poemat Zygmunta Krasińskiego napisany w latach 1846–1847 stanowiący rodzaj katechizmu dotyczącego narzędzi i zasad postępowania w życiu publicznym.

## O utworze
Chronologia poematu jest niejasna. Najczęściej wskazuje się jako czas jego powstania rok 1846 lub przełom 1846 i 1847. Pomysł utworu nurtował autora długo. Jego koncepcja zrodziła się prawdopodobnie na wiosnę 1846. Proces pisania był jednak niełatwy. Niezadowolony z wyniku swojej pracy, Krasiński ogłosił poemat dopiero w 1851, po dokonaniu nieznacznych poprawek.
Resurrecturis został napisany z myślą stworzeniu swego rodzaju katechizmu narzędzi i zasad postępowania w życiu publicznym i określenia cnót prowadzących do szczęścia pojedynczych ludzi jak i całych zbiorowości. Utwór jest przepełniony nakazem odrzucenia pychy i egoizmu, powstrzymania się od niemoralnych środków postępowania, kierowania się ofiarnością, cierpliwością i miłością. Utwór kończy się zapowiedzią zmartwychwstania i nadejścia sprawiedliwości. Poemat obfituje we fragmenty utrzymane w spokojnym rytmie, przemawiające etycznym pięknem. Całość została napisana językiem zwięzłym, skonstruowana jasno i logicznie. Współcześni wysoko oceniali ten utwór. Józef Bohdan Zaleski mówił o nim jako o przepysznym kawałku, napisanym stylem już zasiadłym, nakamiennym, wieszczym.